# Carrer Isabel II (Maó)
El Carrer Isabel II de Maó és el carrer que es forma a partir del segle xviii i es caracteritza per comptar amb diverses cases senyorials. És el primer urbanisme fora de les murades. La forma de les cases és totalment diferent a segles anteriors. Comencen a aparèixer a les façanes uns detalls típicament anglesos. Hi observam els finestrons de llibret, amb tancament de guillotina i els "boínders" (bow window). Les cases més importants són: la casa del rector i el Govern militar, que, per als anglesos, era el Palau del governador.